# 大西站
大西站（日语：／ Ōnishi eki */?）是位在日本愛媛縣今治市、隸屬於四國旅客鐵道（JR四國）的鐵路車站。車站編號為Y43。本站過去曾經是站員配置站，但2010年因架構重整，精簡人手，所以取消站員配置，變成無人站。本站在大西町未合併入今治市前是當地的中心站，因此曾有少部份的特急列車停靠，現時只停靠普通列車。因以前的大西町是以造船為主的地區，因此車站廣場外有擺放輪船馬達的雕塑。

## 車站結構
本站為本製單層站房，1980年度初進行了翻新的工程，2000年代末期進行了另一次的外牆翻新工程。站舍內設有候車室、站務室及商店，商店部份曾被子公司麵包店Willie Winkie進駐經營，但多年前已結業。現時站務室及商店皆全為空置中。無人化後，候車室亦增設了自動售票機。至於洗手間，則設於1號月台內的獨立建築物。
本站設立時，與下行往後的伊予龜岡站及菊名站的配置相同，都是設有側式月台及島式月台各1座，共提供2線3線的配置。但最外側的3號月台現時棄用及不用標示，雖仍保留路軌，但只供保線車輛使用。
主線道在1號月台，同時供上下行列車使用，2號月台為副線，通常作避車使用。有效長度達8輛。而在島式月台中央則設有面積頗大的有蓋候車室。本站的行人天橋的接駁方式和其他車站有所不同，共有3樓梯口，中間為連接至2號月台，左邊則連接至3號月台路軌外，已離開了車站範圍，同樣右邊的樓梯口，也是設於1號月台及站舍外圍，實際上，前往2號月台時要非購買車票，是可以不經過站舍及閘口，由外圍的行人天橋便能直接走進。
運作模式大致與菊間站相同。本站是其中一個較常出現交換列車的車站，當特急列車需要交換停車時，列車會先駛入2號月台，其中向松山方向的6輛車廂會靠近月台，餘下向今治方向的1至2輛車廂則不靠近月台。除保線路軌外，向今治方向亦有緊急用側軌。

### 月台配置
| 月台 | 路線    | 方向 | 目的地                     |
| ---- | ------- | ---- | -------------------------- |
| 1、2 | ■予讚線 | 下行 | 伊予北條、松山、伊予市方向 |
| 1、2 | ■予讚線 | 上行 | 今治、伊予西條、高松方向   |

## 歷史
- 1924年12月1日：鐵道省讚豫線由今治站伸延至本站，開業，當時稱為「伊予大井站」[4]。
- 1925年6月21日：讚豫線由本站伸延至菊間站[5]，改為中途站。
- 1959年10月1日：改稱「大西站」。
- 1987年4月1日：日本國鐵分割民營化，車站經營權由JR四國繼承。
- 2010年9月1日：因業務精簡而降為無人站。

## 相鄰車站
四國旅客鐵道（JR四國）
■予讚線
波方（Y42）－大西（Y43）－伊予龜岡（Y44）

## 外部連結
- JR四國大西站發車時間表 （页面存档备份，存于）